# Riseberga kyrka

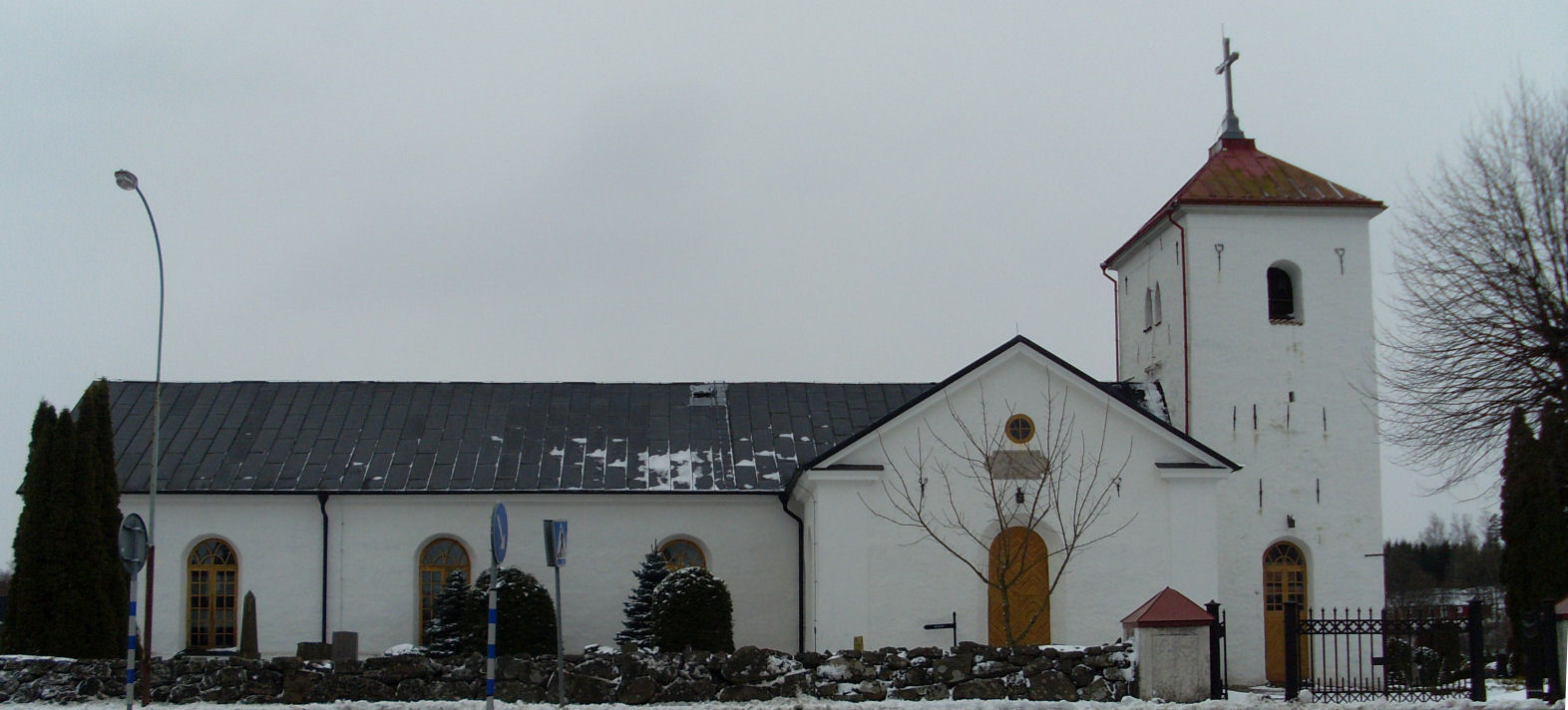
Kyrkan sedd från vägen.

Riseberga kyrka är en kyrkobyggnad i Riseberga, 4 kilometer öster om Ljungbyhed. Den är församlingskyrka i Riseberga-Färingtofta församling i Lunds stift.

## Kyrkobyggnaden
Riseberga kyrka invid Rönne å är en salkyrka med långhus och smalare kor i väster. Det finns också ett torn. Långhuset är försett med stora rundbågiga fönster och tunnvalv dekorerade med målningar av professor Einar Forseth. I koret finns en altarpredikstol.

## Historik
Kyrkan med från början ett lågt torn har medeltida ursprung och kan från början ha varit ett kapell medan Herrevads klosterkyrka varit församlingskyrka. Långhuset var från början rektangulärt och endast 12 meter långt.
Vid 1600-talets slut byggdes kyrkan troligen om och 1707 byggdes tornet på för att ge plats för kyrkklockorna. År 1733 tillkom en korsarm åt norr och 1787 en åt söder. Enligt traditionen har man hämtat stenen från ruinerna av Herrevads kloster. År 1819–20 förlängdes långhuset till totalt 24 meter och koret flyttades över från öster till väster. Vid återinvigningen 1820 tillägnades kyrkan kronprins Oscar (I) och benämns alltså Oscars kyrka.
1937 restaurerades kyrkan, varvid tunnvalvet försågs med målningar av professor Einar Forseth. En ny inre restaurering gjordes 1987. Fönster och portar målades 1999 i ockragul kulör.
2013 fick kyrkan nytt tak i aluminium, vilket är ett ovanligt material på kyrktak. Samtidigt renoverades även kyrkans fasad och fönster.

## Inventarier
- En tidigare altartavla som visar den döde Jesus omgiven av gråtande kvinnor och änglar, skulpterad av bildhuggaren Bokelund i Gumlösa och målad av konstnären Wäström 1780. Numera hänger denna tavla på en av långväggarna i skeppet.
- Altarpredikstol i empirstil från 1822 är ritad av arkitekt Fredrik Blom.
- Dopfunten av marmoreringsmålat trä, med fyrkantig fot och åttasidig cuppa, är tillverkad 1820. År 1937 ersattes den av en nytillverkad dopfunt men återkom vid en renovering 1988. Tillhörande dopfat är från 1645.
- Nattvardskalk från 1646.
- Takmålningar från 1937 av konstnären Einar Forseth.
- Storklockan av malm är skänkt till kyrkan av Anders Bille på Herrevads kloster 1612. Klockan är omgjuten 1615 av Egert Rotgiesser Eilerson i Malmö.

## Bildgalleri

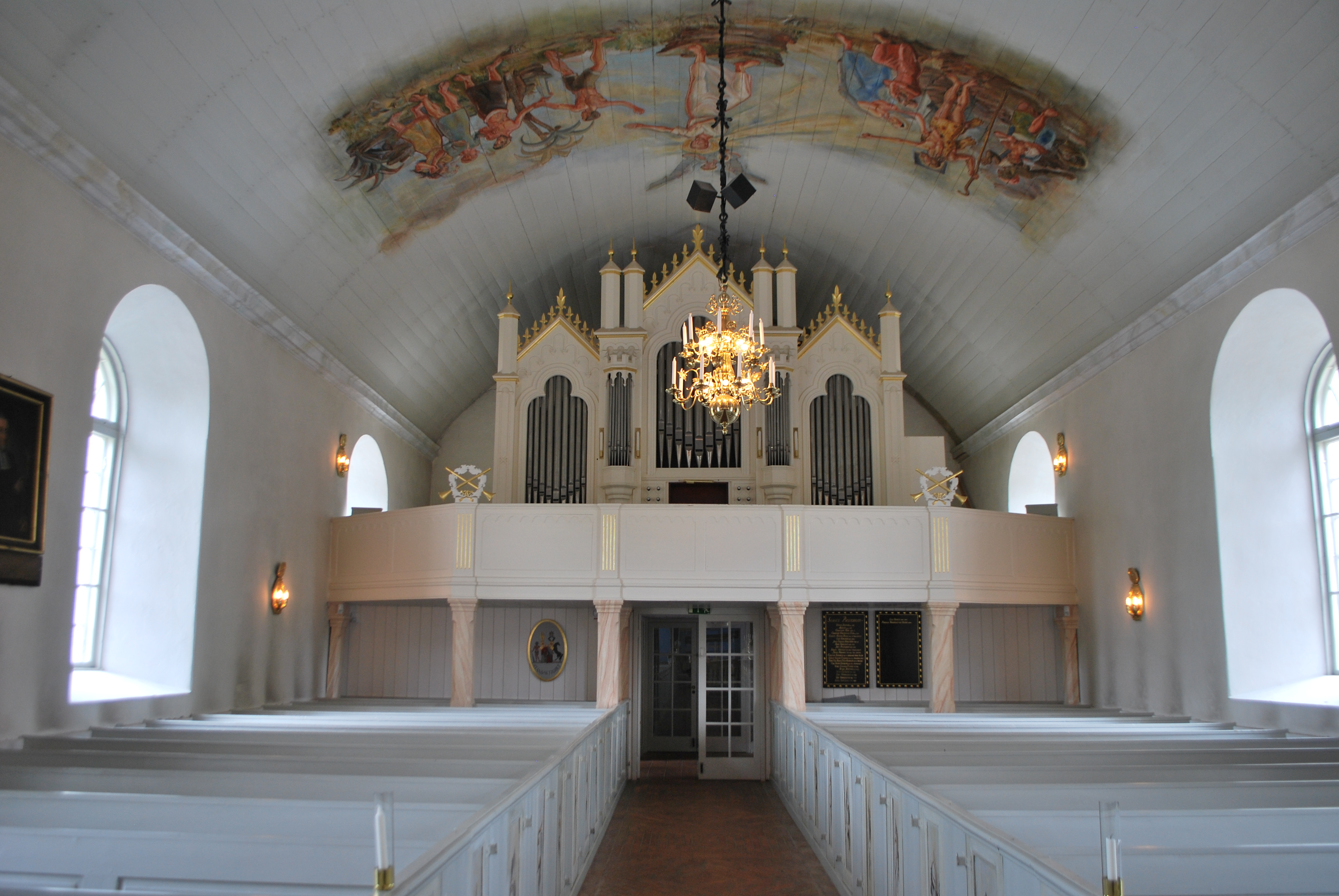
Kyrkorum mot väster
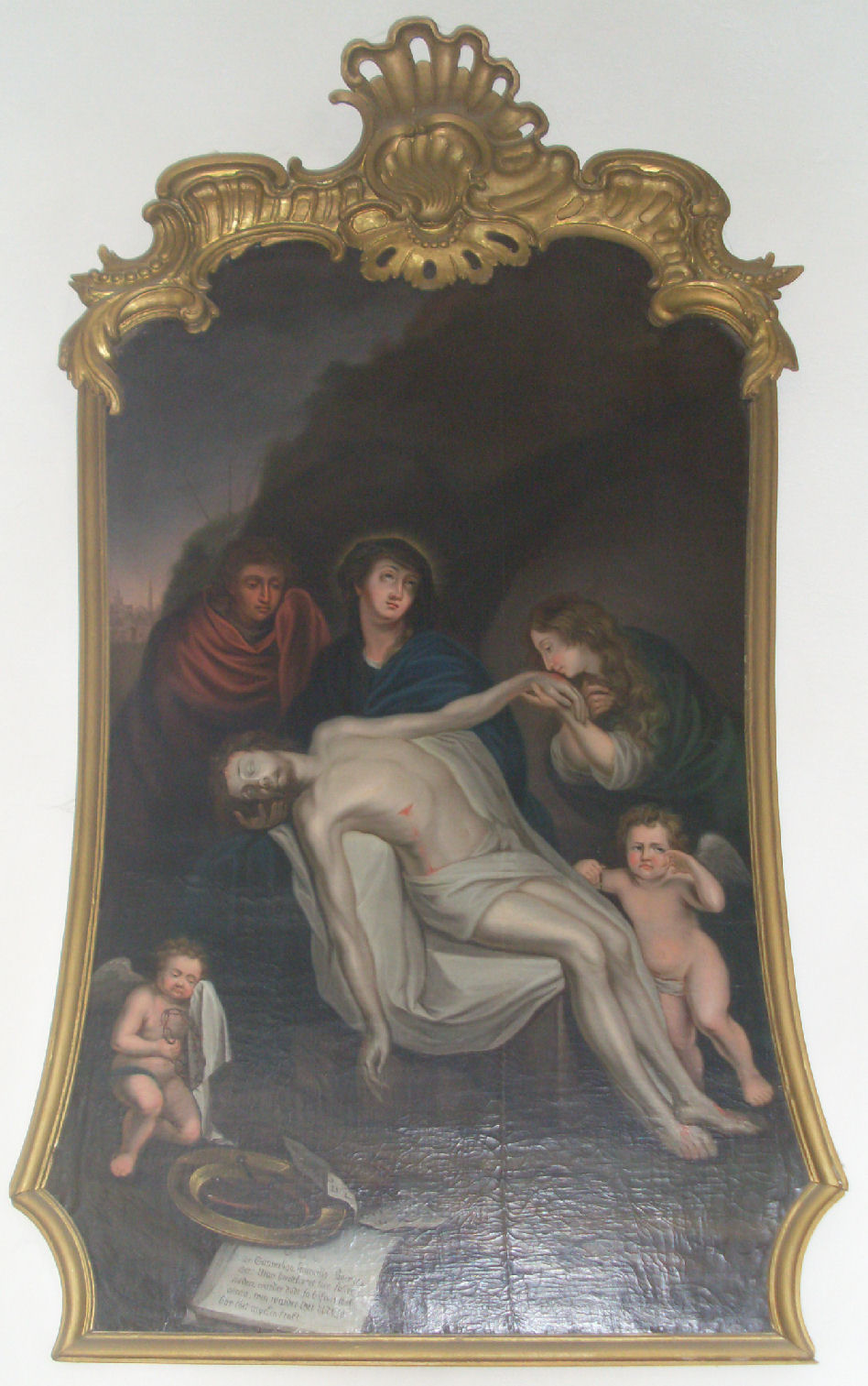
Tidigare altartavlan
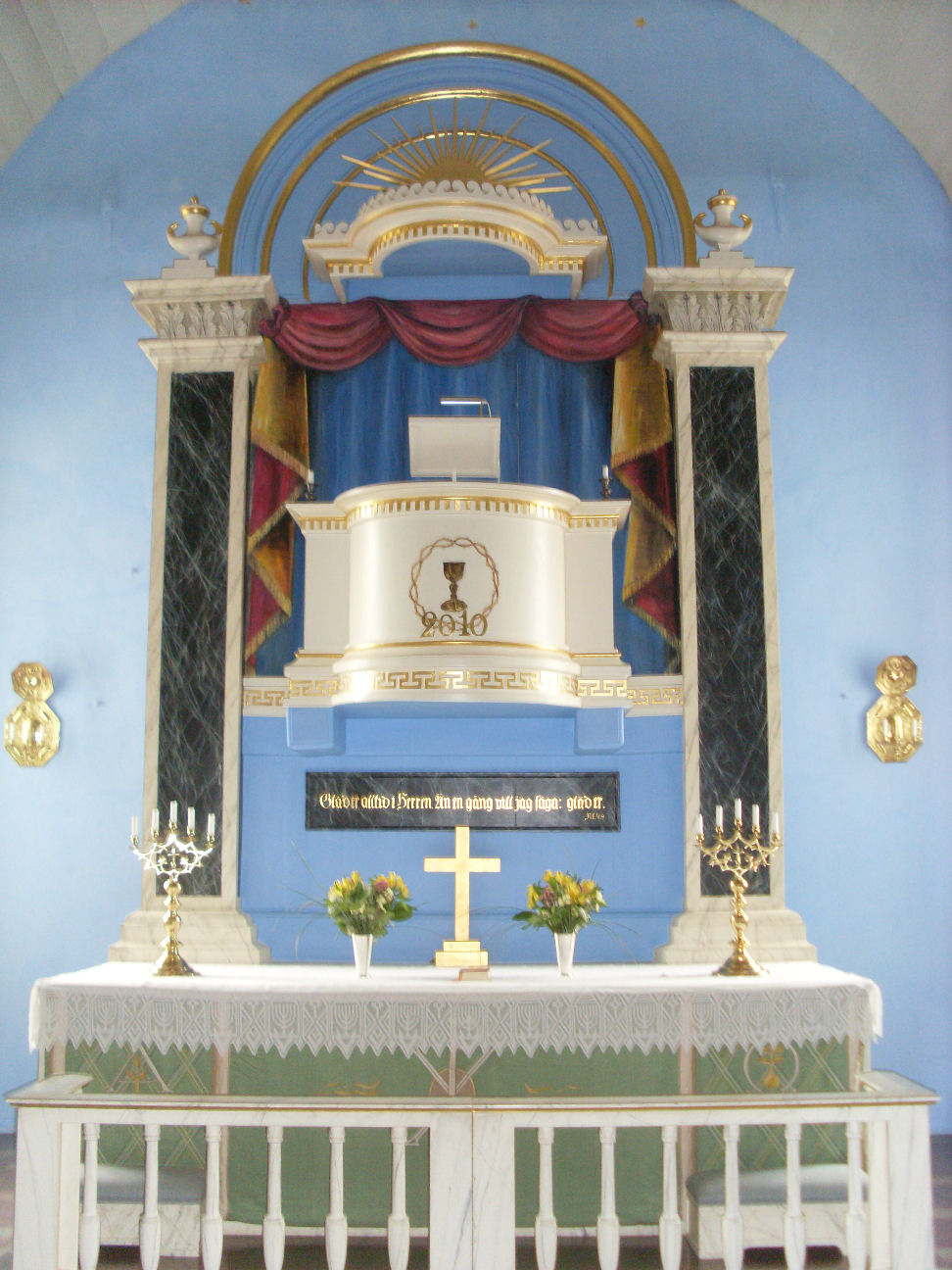
Altare och predikstol
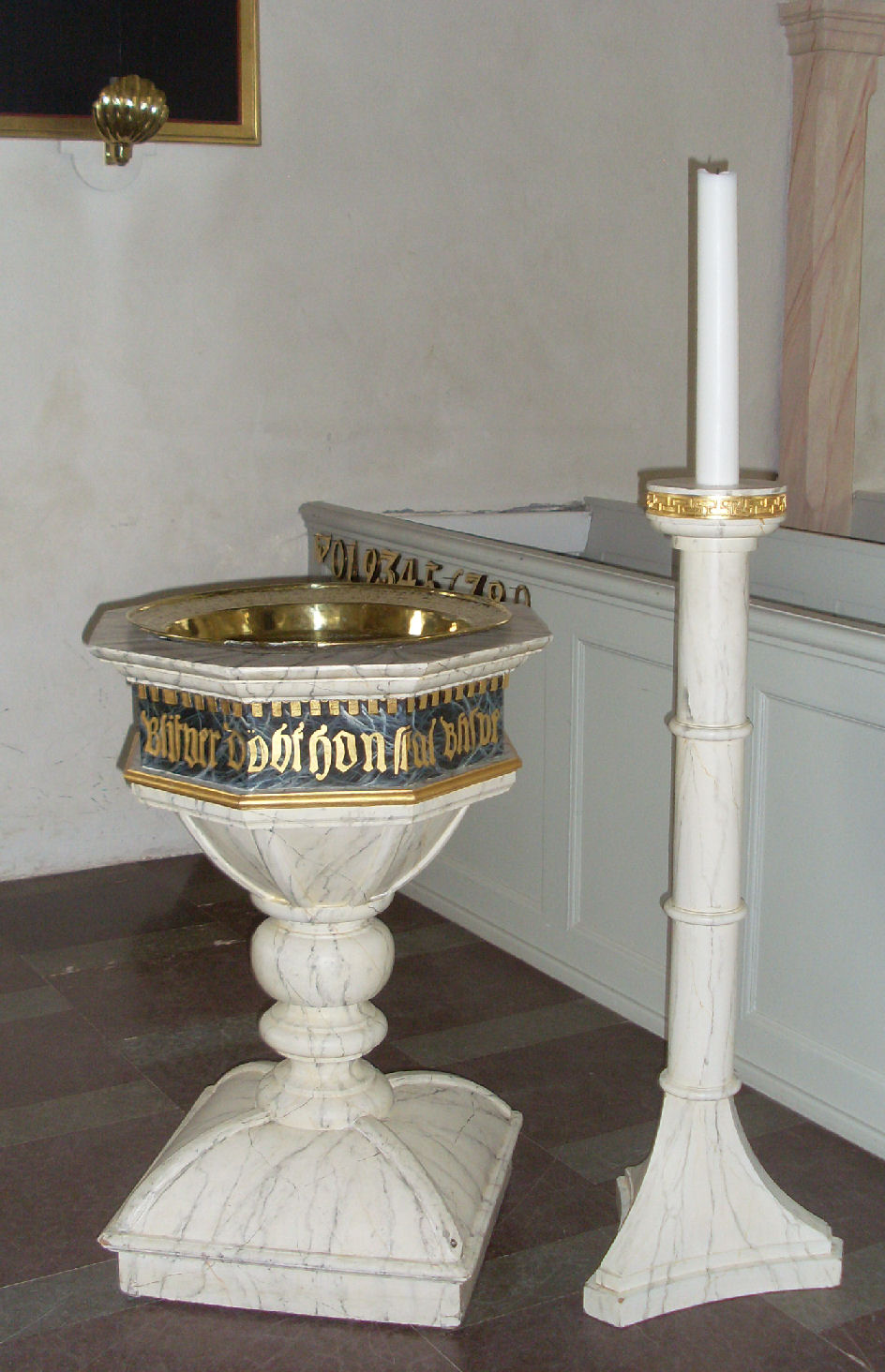
Dopfunten
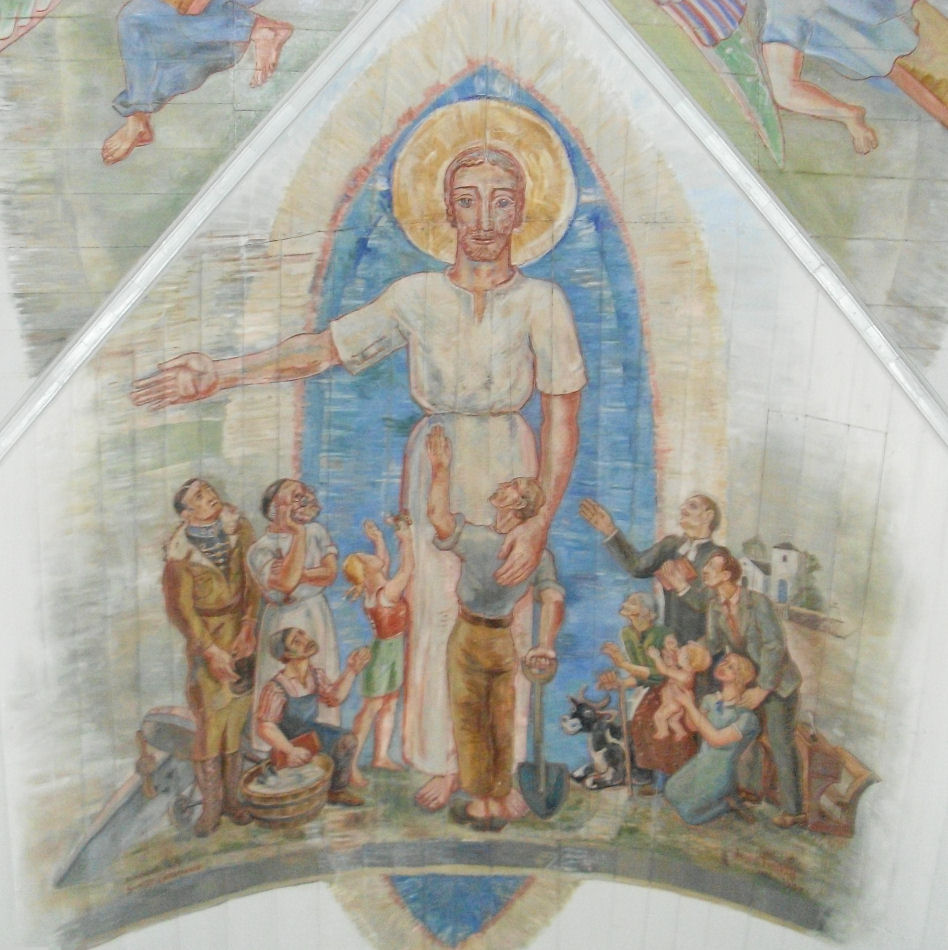
En del av takmålningarna
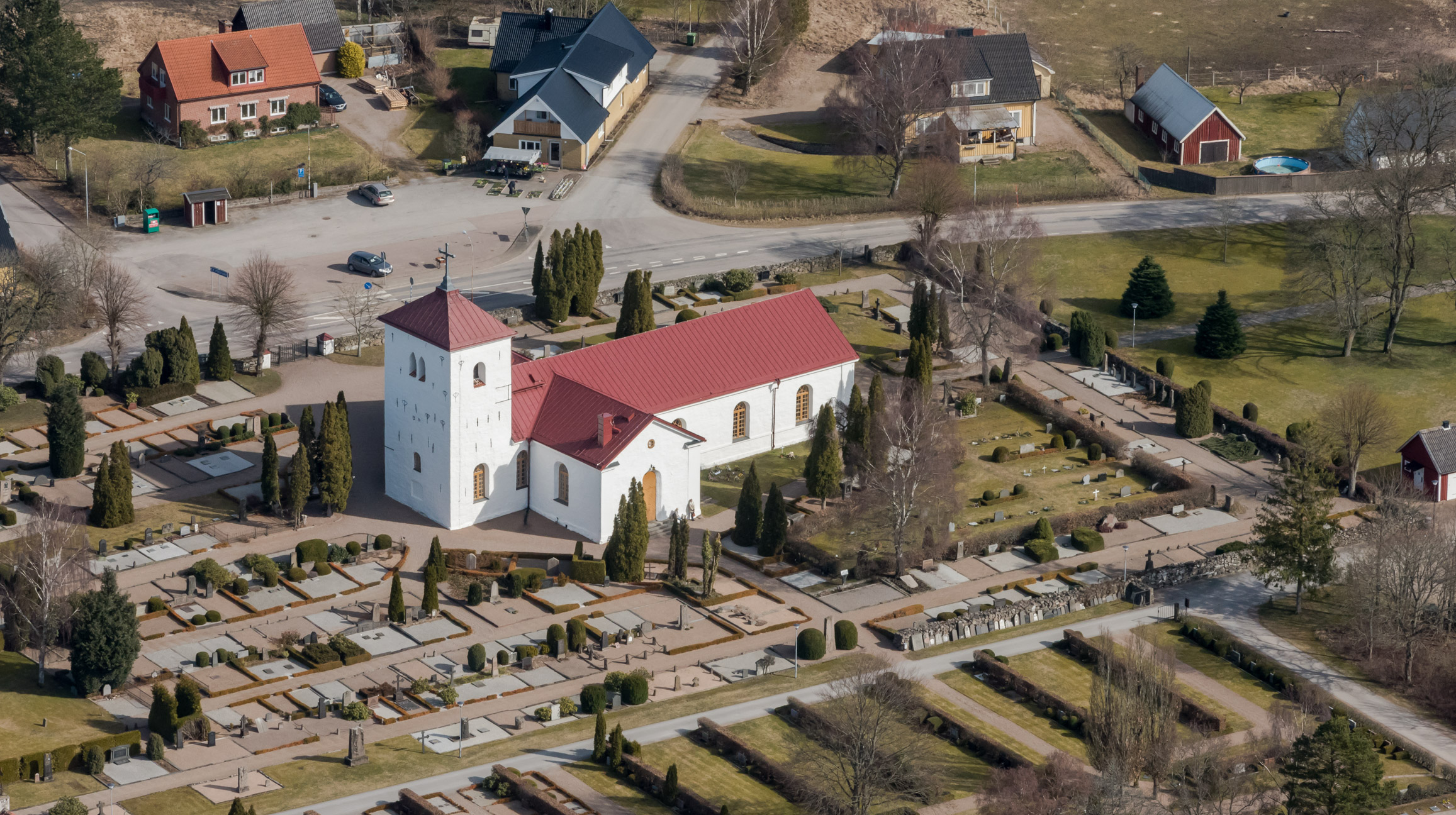
Flygvy över kyrkan
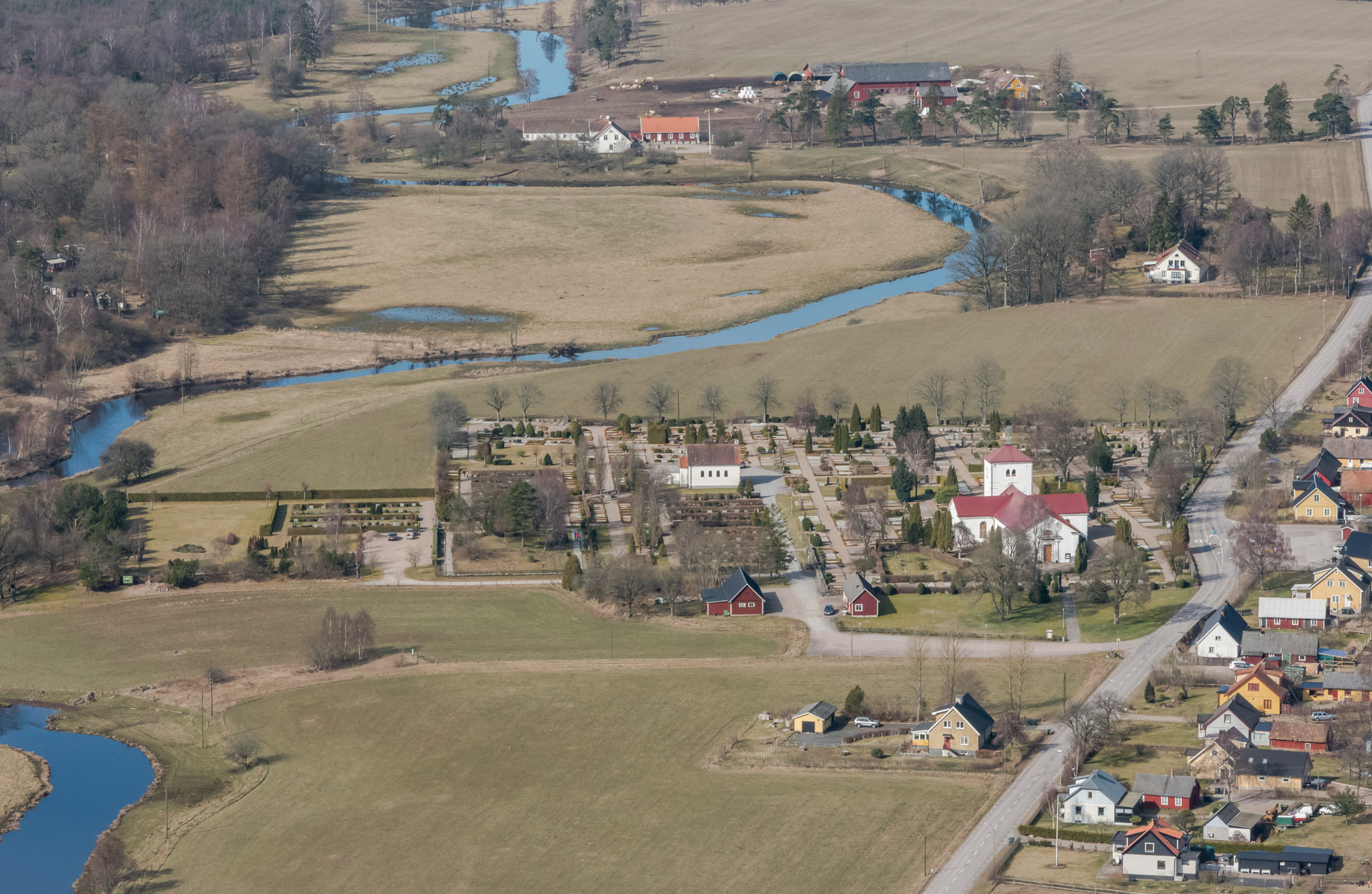
Kyrkomiljö med Rönne å

## Orglar
- 1757 bygger Andreas Malmlöf, Malmö, en orgel med 7 stämmor i kyrkan. Den utökas 1763 till 8 stämmor.
- 1868 byggs en ny orgel av Knud Olsen, Köpenhamn, & Jöns Lundahl, Malmö. Den har 16 stämmor, 2 manualer och 1 pedal[3]. Den invigs 30 augusti 1868. Orgeln är mekanisk.

Disposition:
| Manual I          | Manual II         | Pedal                       | Koppel |
| Bordun 16'        | Fugara 8'         | Subbas 16'                  | I/P    |
| Principal 8'      | Gedackt 8'        | Principal 8'                | II/I   |
| Viola di Gamba 8' | Rörflöite 4'      | Octav 4'                    |        |
| Rörfluite 8'      | Clarinet 8'       | Bassun 16'                  |        |
| Octav 4'          | Crescendosvällare |                             |        |
| Qvint 2 2/3'      |                   |                             |        |
| Octav 2'          |                   | Fast kombination i pedal:   |        |
| Trompet 8'        |                   | Princ 8' + Oct 4' + Bas 16' |        |

- 1937 görs vissa förändringar av Theodor Frobenius & Co, Lyngby, Danmark, bl.a. byter han ut Clarinet 8' mot Blockflöjt 2'.
- 1970 eller 1967: Olof Hammarberg, Göteborg, bygger på södra läktaren en mekanisk orgel med 19 stämmor fördelade på 2 manualer och pedal. Fasaden ritad av Hammarberg i samråd med J. Seldenthuis.

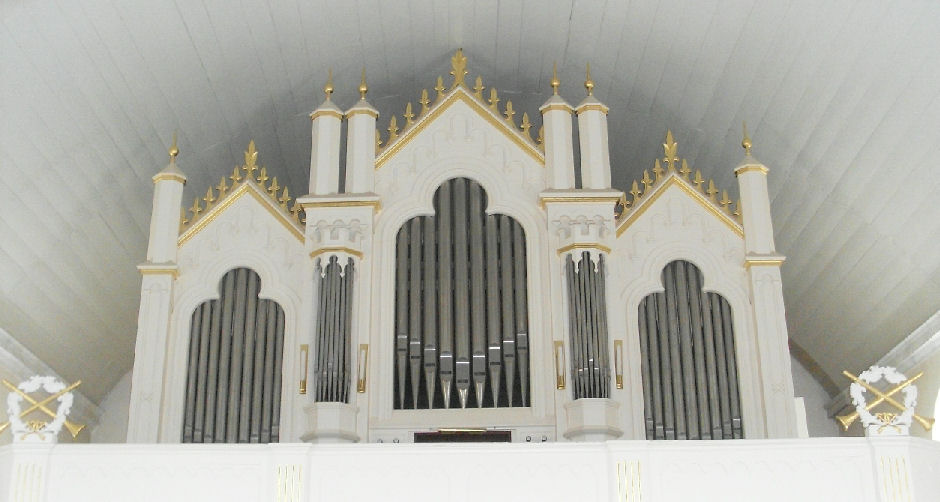
Gamla orgeln
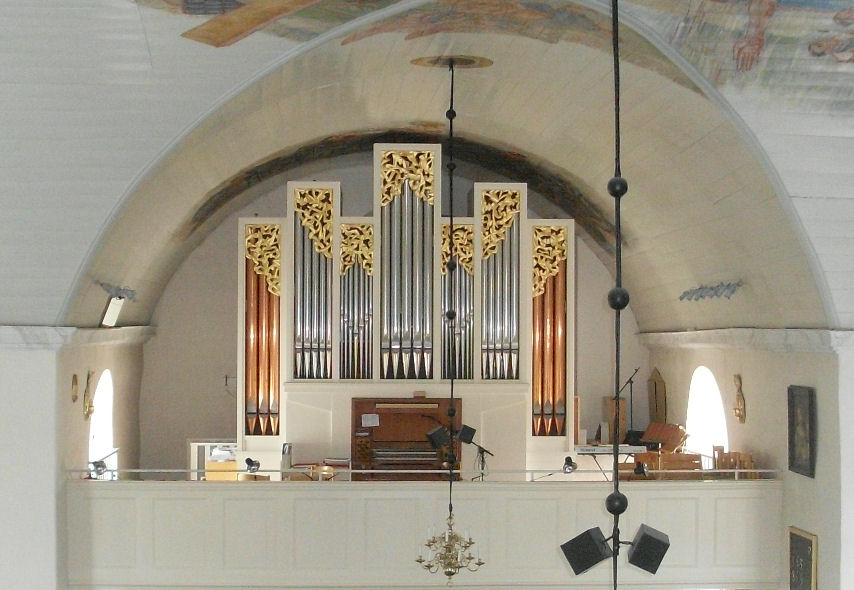
Nya orgeln

Nuvarande disposition:
| Huvudverk I                         | Bröstverk II    | Pedalverk   | Koppel |
| Kvintadena 16'                      | Gedackt 8'      | Subbas 16'  | I/P    |
| Principal 8'                        | Principal 4'    | Borduna 8'  | II/P   |
| Rörflöjt 8'                         | Koppelflöjt 4'  | Koralbas 4' | II/I   |
| Octava 4'                           | Gedacktflöjt 2' | Trumpet 16' |        |
| Oktava 2'                           | Nasat 1 1/3'    | Skalmeja 4' |        |
| Sesquialtera II ch. 2 2/3' + 1 3/5' | Scharf II ch.   |             |        |
| Mixtur IV ch.                       | Krumhorn 8'     |             |        |

- Gamla orgeln
- Nya orgeln